# Milan Škoda
Milan Škoda (n. Praga, 16 de gener de 1986) és un futbolista txec que juga en la demarcació de davanter pel Slavia Praga de la Lliga de Futbol de la República Txeca.

## Selecció nacional
Va debutar amb la selecció de futbol de República Txeca el 12 de juny de 2015 en un partit de la classificació per l'Eurocopa 2016 contra Islàndia que va finalitzar amb un resultat de 2-1 a favor del combinat islandès. En el seu segon partit amb la selecció, contra Kazakhstan va marcar el seu primer gol amb la selecció, marcant a més un segon tant en el mateix partit.

### Gols internacionals
| # | Data                  | Estadi                                | Oponent    | Gol | Resultat | Competició                        |
| - | --------------------- | ------------------------------------- | ---------- | --- | -------- | --------------------------------- |
| 1 | 3 de setembre de 2015 | Doosan Arena, Pilsen, República Txeca | Kazakhstan | 1?1 | 2?1      | Classificació per l'Eurocopa 2016 |
| 2 | 3 de setembre de 2015 | Doosan Arena, Pilsen, República Txeca | Kazakhstan | 2?1 | 2?1      | Classificació per l'Eurocopa 2016 |

## Clubs
| Club                      | País    | Any         | Partits | Gols |
| ------------------------- | ------- | ----------- | ------- | ---- |
| Bohemians 1905            | Txèquia | 2004 - 2012 | 114     | 25   |
| FK Mladá Boleslav (cedit) | Txèquia | 2005        |         |      |
| TJ Sokol Manětín(cedit)   | Txèquia | 2006        | 15      | 2    |
| Slavia Praga              | Txèquia | 2012 -      | 110     | 38   |